# 勃朗特·巴勒特

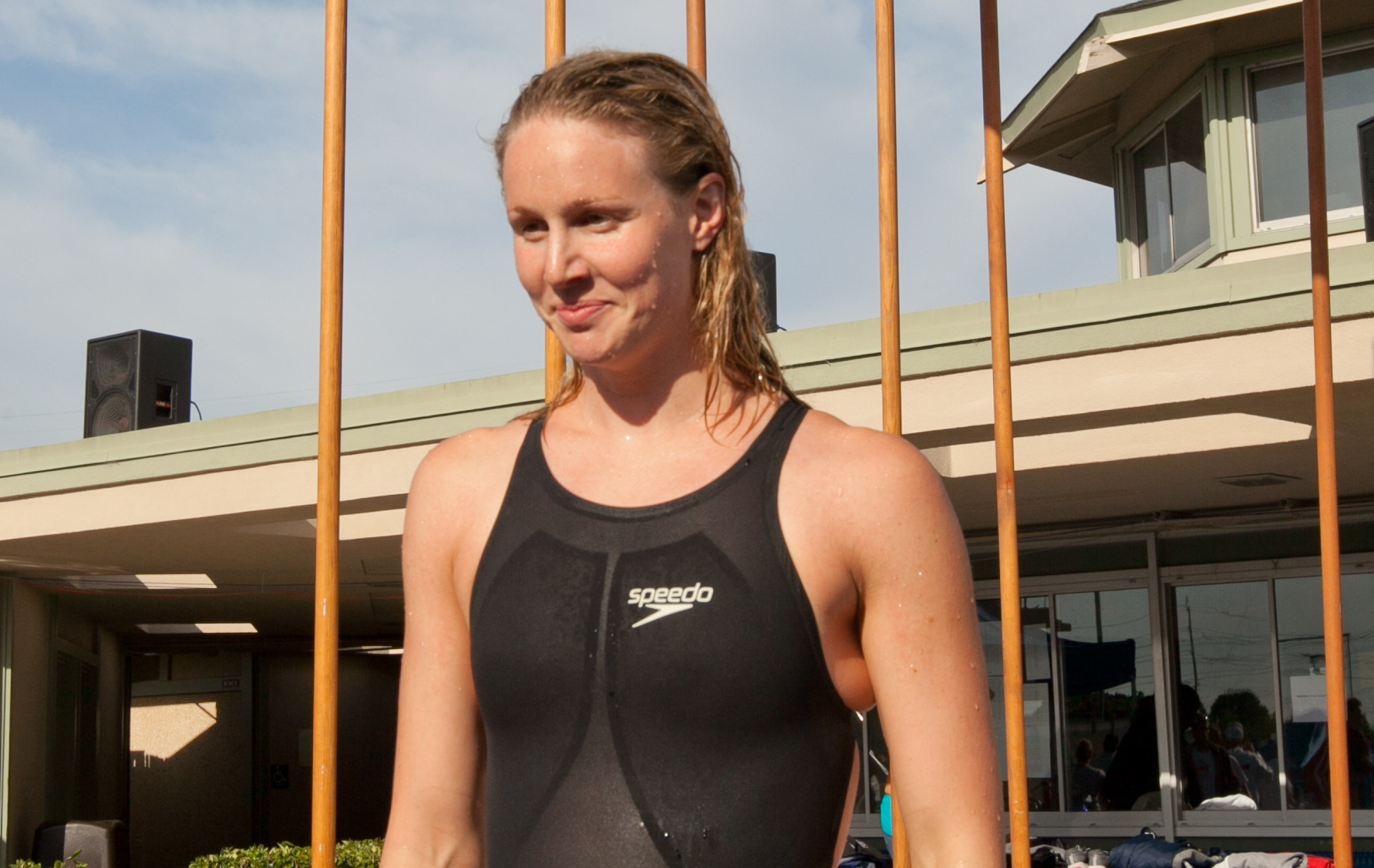
勃朗特·巴勒特

勃朗特·巴勒特（英語：Bronte Barratt，1989年2月8日—），生于布里斯班，澳大利亚女子游泳运动员，擅长自由泳。她曾参加2008年、2012年和2016年三届奥运，共收获一枚金牌、两枚银牌和一枚铜牌。